# La Boissière (Hérault)
La Boissière is een gemeente in het Franse departement Hérault (regio Occitanie). De plaats maakt deel uit van het arrondissement Lodève. La Boissière telde op 1 januari 2022 1.054 inwoners.

## Geografie
De oppervlakte van La Boissière bedroeg op 1 januari 2022 24,45 vierkante kilometer; de bevolkingsdichtheid was toen 43,1 inwoners per km².

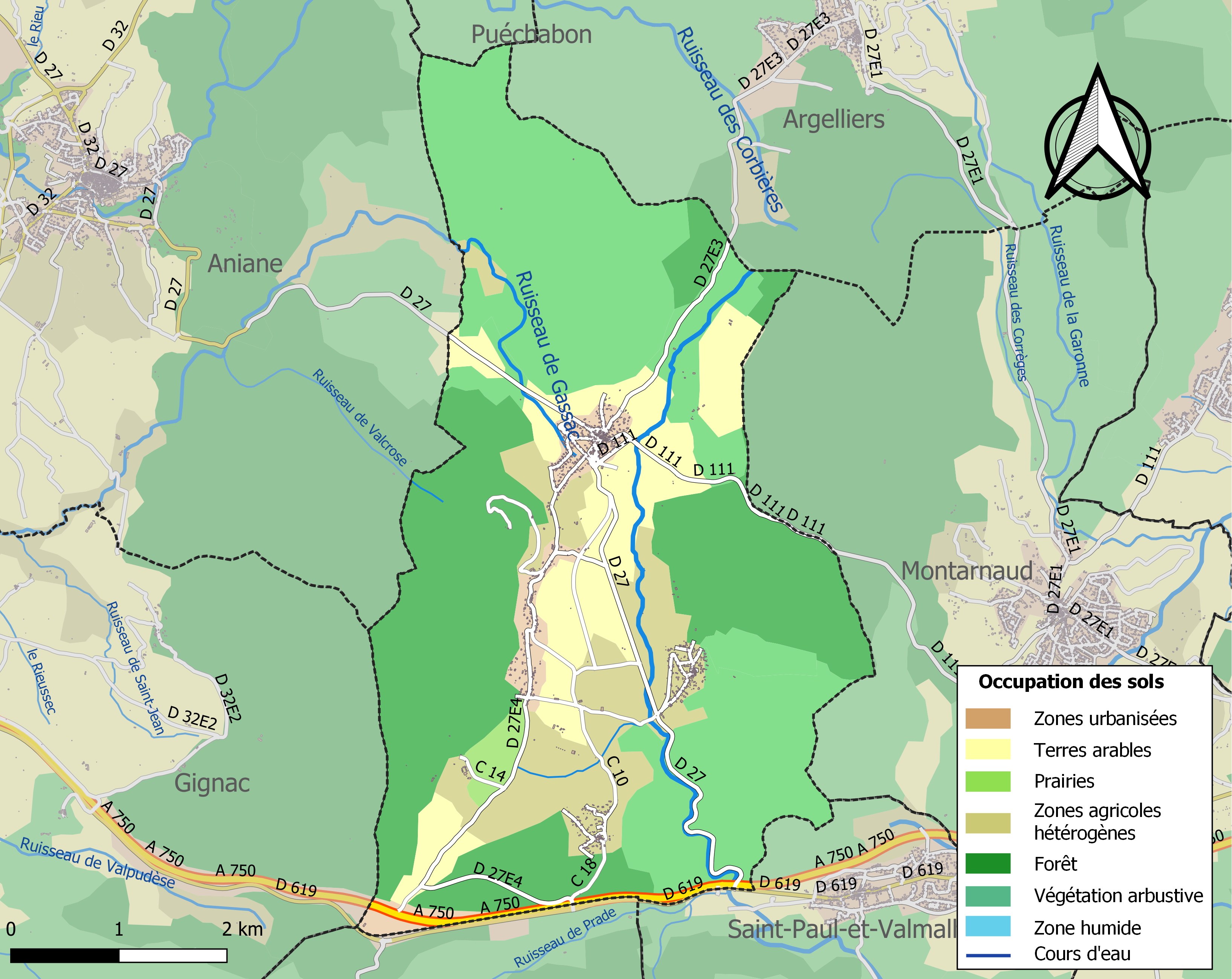
Kaart van de gemeente met belangrijkste infrastructuur, bodemgebruik en omliggende gemeenten

## Demografie
Onderstaande figuur toont het verloop van het inwonertal (bron: INSEE-tellingen).